# نظام ناحیه‌ای

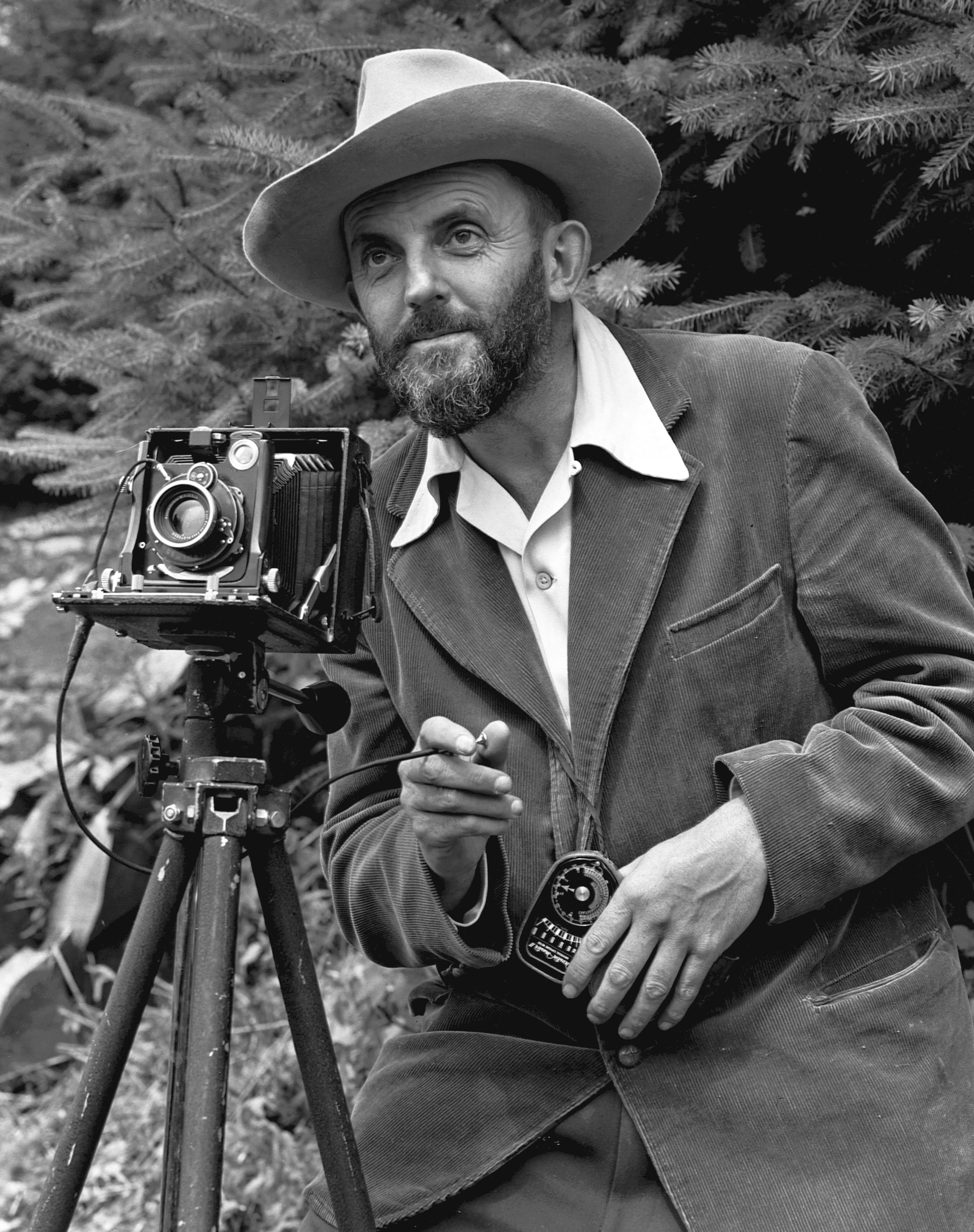
انسل آدامز.

نظام ناحیه‌ای (به انگلیسی: Zone System) روشی در عکاسی است که برای تعیین نوردهی و توسعه بهینه فیلم است که نخستین بار از سوی انسل آدامز و فرد آرچر عکاسان آمریکایی فرموله شد.

## پیشینه و توضیح
انسل آدامز نخستین عکاس آمریکایی بود که عکاسی منظره را از نظر فنی به کمال رساند. وی سال‌ها تلاش کرد و پس از تکمیل روش پیشنهادی خود آن را به جهان عرضه نمود. او این روش را نظام ناحیه‌ای یا Zone System نام نهاد.  در این سامانه  موضوع به چند ناحیه یا زمینه تقسیم می‌شود و سپس شدت نور هر ناحیه بوسیلهٔ نور سنج اندازه‌گیری می‌شود. به این ترتیب عکاس قادر خواهد بود، کیفیت بازسازی رنگدرجه‌های عکس را، پیش از نوردهی کنترل کند.
آدامز خود در این باره گفته‌است:
پیش از نور دادن فیلم منفی باید دقیقاً بدانم نتیجهٔ نهایی چگونه خواهد شد.

## زبان مناطق
آدامز از سال ۱۹۵۲ تا ۱۹۸۱ سه گونه مقیاس برای نوردهی نگاتیو در نظر گرفت:
1. طیف گسترده‌ای از رنگدرجه‌های خاکستری (از سیاه به سفید)، این طیف از صفر برای سیاه خالص آغاز و در ۱۰ برای سفید خالص تمام می‌شد. (در مجموع ۱۱ منطقه)
2. محدودهٔ دینامیکی منطقهٔ ۱ تا ۹ که دارای رنگدرجه‌های خاکستری از تیره‌ترین آن تا روشن‌ترین.
3. محدودهٔ بافت که در بردارندهٔ منطقهٔ ۲ تا منطقهٔ ۸ بود. این بازهٔ طیف از مناطق، وسیله‌ای برای انتقال حسّ بافت تصویر بشمار می‌رفت.

آدامز یادآوری کرد که نگاتیو می‌توانند جزئیات را تا منطقهٔ ۱۲ و حتی بالاتر ضبط نماید، اما بروز دادن این اطلاعات در مرحلهٔ چاپ با ظهور عادی بسیار دشوار است.

### مقیاس منطقه‌ای
مقیاس منطقه‌ای آدامز در سال ۱۹۸۱ و ارتباط آن با عناصر معمولی صحنه به قرار زیر است:
| مناطق | توضیحات                                                       |
| ----- | ------------------------------------------------------------- |
| ۰     | سیاه خالص                                                     |
| I     | نزدیک سیاه با رنگ پذیری خیلی کم، بدون بافت                    |
| II    | بافت سیاه، تیره‌ترین بخش تصویر با جزئیات اندک                  |
| III   | میانگین بخش تاریک با نمایش کافی بافت                          |
| IV    | بخش تاریک سنگ‌ها و مناظر و سایه‌ها                              |
| V     | خاکستری میانه: آسمان روشن شمال، پوست تیره، رنگدرجه چوب هوازده |
| VI    | پوست آفتاب زده، سنگ‌ها در زیر نور                              |
| VII   | پوست خیلی روشن، سایه‌های در مکان برفی با نور جانبی زیاد        |
| VIII  | روشن‌ترین رنگدرجه‌ها با ثبت کافی بافت                           |
| IX    | روشن‌ترین منطقه بدون بافت، روی برف                             |
| X     | سفید خالص، بازتاب شدید از آئینه                               |